# Landeswasserversorgung

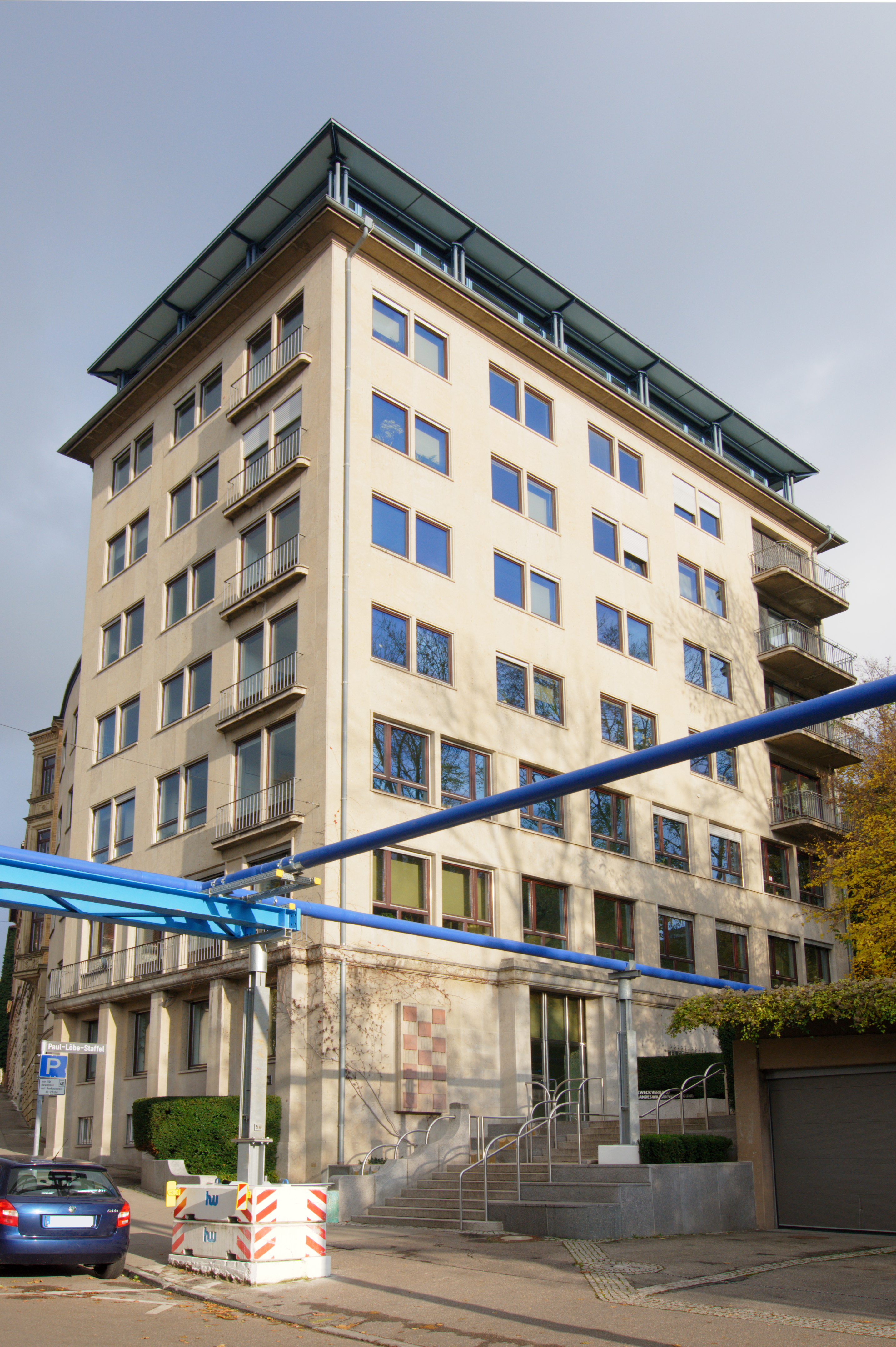
Verwaltungsgebäude der Landeswasserversorgung in Stuttgart

Die Landeswasserversorgung (LW) ist ein kommunaler Zweckverband zur Fernwasserversorgung in Baden-Württemberg mit Sitz in Stuttgart.
Das Unternehmen wurde 1912 gegründet, die Anlagen gingen 1917 in Betrieb. Zu den 106 Verbandsmitgliedern (Stand 2025) zählen Städte, Gemeinden, Verbände und Versorgungsunternehmen in Baden-Württemberg und Bayern. Heute betreibt die Landeswasserversorgung die Trinkwasserversorgung von rund 250 Städten und Gemeinden – darunter die Städte Aalen, Ellwangen, Esslingen am Neckar, Göppingen, Ludwigsburg, Schorndorf, Schwäbisch Gmünd, Stuttgart, Ulm und Waiblingen – mit einer jährlichen Abgabe von 95 Millionen Kubikmetern Trinkwasser.
Aus den zwei Wasserwerken in Langenau und Dischingen werden über ein rund 800 Kilometer langes Fernleitungsnetz rund drei Millionen Einwohner versorgt. Dabei können bis zu 450.000 Kubikmeter pro Tag gefördert werden. Dies entspricht einer Menge von 5.200 Litern pro Sekunde.
Die Landeswasserversorgung bietet ihren Verbandsmitgliedern Dienstleistungen zur Trinkwasserversorgung – wie technische Betriebsführungen, Ingenieur-Dienstleistungen, Wasseruntersuchungen und Wasserzähler – an.
Die von der Landeswasserversorgung gewonnenen Wassermengen verteilen sich folgendermaßen:
- ca. 33 % Grundwasser
- ca. 48 % Flusswasser, das der Donau bei Leipheim entnommen wird. Die Entnahme ist durch einen Staatsvertrag mit Bayern geregelt.
- ca. 16 % Quellwasser aus der Buchbrunnenquelle im Egautal bei Dischingen
- ca. 3 % Fremdbezug

## Jahreswerte 2023
Wasserbereitstellung
Donauried: 23,8 Mio. m³
Egauwasserwerk: 14,6 Mio. m³
Wasserwerk Burgberg: 6,9 Mio. m³
Donauwasser: 46,0 Mio. m³
Wasserbezug: 3,6 Mio. m³
Jahresmenge: 94,9 Mio. m³
Wasserabgabe
Jahresabgabe nach Wasserzählern: 95,2 Mio. m³
Wasser- und Pumpwerke
Installierte Leistung: 50,0 MW
Stromverbrauch: 68,0 Mio. kWh
Stromgewinnungsanlagen
Installierte Leistung: 6,4 MW
Stromgewinnung: 17,1 Mio. kWh
Rohrleitungsnetz
Summe Leitungen: rund 780 km
Behälterinhalt
Summe: 383.995 m³